# Halterofilismo nos Jogos Olímpicos de Verão de 1960
O halterofilismo nos Jogos Olímpicos de Verão de 1960 foi realizado entre 7 e 10 de setembro, em Roma, na Itália, com sete eventos disputados, todos masculinos. Um total de 172 atletas representando 53 nações, participou. As competições ocorreram no Palazzetto dello Sport.
Desde os Jogos de 1928 três provas passaram a compor as competições no halterofilismo: o desenvolvimento (também conhecido como desenvolvimento militar ou prensa militar), o arranco e o arremesso. Para a classificação final, ou distribuição de medalhas, considerou-se a soma total dos melhores desempenhos alcançados nas três provas individuais.

## Eventos do halterofilismo
Masculino: até 56 kg | até 60 kg | até 67,5 kg | até 75 kg | até 82,5 kg | até 90 kg | acima de 90 kg

## Galo (–56 kg)
| Pos. | Atleta           | Nação                | Desenvolvimento | Arranco  | Arremesso | Total    |
| ---- | ---------------- | -------------------- | --------------- | -------- | --------- | -------- |
|      | Charles Vinci    | Estados Unidos (USA) | 105,0 kg        | 107,5 kg | 132,5 kg  | 345,0 kg |
|      | Yoshinobu Miyake | Japão (JPN)          | 097,5 kg        | 105,0 kg | 135,0 kg  | 337,5 kg |
|      | Esmail Elm-Khah  | Irã (IRI)            | 097,5 kg        | 100,0 kg | 132,5 kg  | 330,0 kg |

## Pena (–60 kg)
| Pos. | Atleta               | Nação                 | Desenvolvimento | Arranco  | Arremesso | Total    |
| ---- | -------------------- | --------------------- | --------------- | -------- | --------- | -------- |
|      | Ievgueni Minaiev     | União Soviética (URS) | 120,0 kg        | 110,0 kg | 142,5 kg  | 372,5 kg |
|      | Isaac Berger         | Estados Unidos (USA)  | 117,5 kg        | 105,0 kg | 140,0 kg  | 362,5 kg |
|      | Sebastiano Mannironi | Itália (ITA)          | 107,5 kg        | 110,0 kg | 135,0 kg  | 352,5 kg |

## Leve (–67,5 kg)
| Pos. | Atleta           | Nação                 | Desenvolvimento | Arranco  | Arremesso | Total    |
| ---- | ---------------- | --------------------- | --------------- | -------- | --------- | -------- |
|      | Viktor Buchuiev  | União Soviética (URS) | 125,0 kg        | 122,5 kg | 150,0 kg  | 397,5 kg |
|      | Tan Howe Liang   | Singapura (SIN)       | 115,0 kg        | 110,0 kg | 155,0 kg  | 380,0 kg |
|      | Abdul Wahid Aziz | Iraque (IRQ)          | 117,5 kg        | 115,0 kg | 147,5 kg  | 380,0 kg |

## Médio (–75 kg)
| Pos. | Atleta           | Nação                 | Desenvolvimento | Arranco  | Arremesso | Total    |
| ---- | ---------------- | --------------------- | --------------- | -------- | --------- | -------- |
|      | Alexandr Kurinov | União Soviética (URS) | 135,0 kg        | 132,5 kg | 170,0 kg  | 437,5 kg |
|      | Tommy Kono       | Estados Unidos (USA)  | 140,0 kg        | 127,5 kg | 160,0 kg  | 427,5 kg |
|      | Győző Veres      | Hungria (HUN)         | 130,0 kg        | 120,0 kg | 155,0 kg  | 405,0 kg |

## Pesado-ligeiro (–82,5 kg)
| Pos. | Atleta            | Nação                | Desenvolvimento | Arranco  | Arremesso | Total    |
| ---- | ----------------- | -------------------- | --------------- | -------- | --------- | -------- |
|      | Ireneusz Paliński | Polônia (POL)        | 130,0 kg        | 132,5 kg | 180,0 kg  | 442,5 kg |
|      | James George      | Estados Unidos (USA) | 132,5 kg        | 132,5 kg | 165,0 kg  | 430,0 kg |
|      | Jan Bochenek      | Polônia (POL)        | 130,0 kg        | 120,0 kg | 170,0 kg  | 420,0 kg |

## Meio-pesado (–90 kg)
| Pos. | Atleta          | Nação                 | Desenvolvimento | Arranco  | Arremesso | Total    |
| ---- | --------------- | --------------------- | --------------- | -------- | --------- | -------- |
|      | Arkadi Vorobiov | União Soviética (URS) | 152,5 kg        | 142,5 kg | 177,5 kg  | 472,5 kg |
|      | Trofim Lomakin  | União Soviética (URS) | 157,5 kg        | 130,0 kg | 170,0 kg  | 457,5 kg |
|      | Louis Martin    | Grã-Bretanha (GBR)    | 137,5 kg        | 137,5 kg | 170,0 kg  | 445,0 kg |

## Pesado (+90 kg)
| Pos. | Atleta             | Nação                 | Desenvolvimento | Arranco  | Arremesso | Total    |
| ---- | ------------------ | --------------------- | --------------- | -------- | --------- | -------- |
|      | Iúri Vlássov       | União Soviética (URS) | 180,0 kg        | 155,0 kg | 202,5 kg  | 537,5 kg |
|      | James Bradford     | Estados Unidos (USA)  | 180,0 kg        | 150,0 kg | 182,5 kg  | 512,5 kg |
|      | Norbert Schemansky | Estados Unidos (USA)  | 170,0 kg        | 150,0 kg | 180,0 kg  | 500,0 kg |

## Quadro de medalhas
| Pos.                | País                | Ouro | Prata | Bronze | Total |
| ------------------- | ------------------- | ---- | ----- | ------ | ----- |
| 1                   | URS União Soviética | 5    | 1     | 0      | 6     |
| 2                   | USA Estados Unidos  | 1    | 4     | 1      | 6     |
| 3                   | POL Polônia         | 1    | 0     | 1      | 2     |
| 4                   | JPN Japão           | 0    | 1     | 0      | 1     |
| 4                   | SIN Singapura       | 0    | 1     | 0      | 1     |
| 6                   | GBR Grã-Bretanha    | 0    | 0     | 1      | 1     |
| 6                   | HUN Hungria         | 0    | 0     | 1      | 1     |
| 6                   | IRQ Iraque          | 0    | 0     | 1      | 1     |
| 6                   | IRI Irã             | 0    | 0     | 1      | 1     |
| 6                   | ITA Itália          | 0    | 0     | 1      | 1     |
| Total (10 entradas) | Total (10 entradas) | 7    | 7     | 7      | 21    |